# 李霞 (1977年)
李霞（1977年1月14日—），出生于新疆，中国节目主持人、演员、电影制片人，“容艺教育”创始人。

## 经历
李霞的第一份职业是酒店内训师，1995年，李霞通过面试进入乌鲁木齐有线电视台。1996年，进入北京广播学院（现中国传媒大学）电视系学习，1997年，担任MTV中文台《MTV天籁村》的主持人而走红，1999年进入光线传媒，担任旗下《中国娱乐报道》《音乐风云榜》等多档娱乐资讯节目主播，曾出演多部影视作品。2005年9月，因腰椎病痛逐渐减少幕前演出。2009年，与光线传媒解约。2010年8月，李霞正式签约华谊兄弟并成立个人工作室，主持真人秀栏目《诚征室友》，后转战话剧，2010年1月，出演话剧版《手机》女主角伍月，2011年1月，出演话剧《都市囧人》女主角玛丽莲。2014年，李霞首次作为总制片人，与徐浩峰合作筹拍电影《师父》。2015年6月，李霞正式创办“容艺教育”，专注于艺术人才培训。

## 影视作品
- 2001年：《大漠皇妃》饰 俞湘芸
- 2003年：《沙滩》饰 林茜
- 2004年：《向左走向右走》饰 沈世娴
- 2005年：《独自等待》（客串）
- 2021年：《迷妹罗曼史》（客串）